# Dinastía ptolemaica

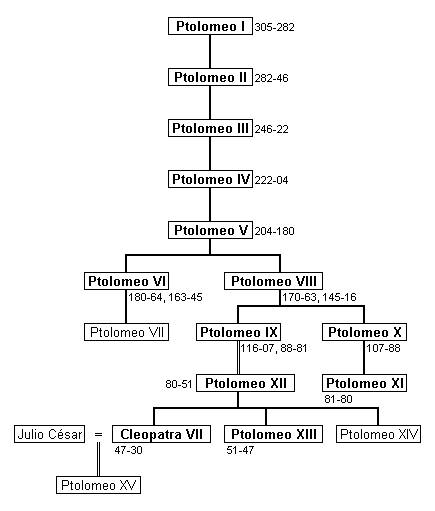
Árbol genealógico de la dinastía ptoloméica.

La dinastía ptolemaica (en griego: Δυναστεία των Πτολεμαίων) fue fundada por Ptolomeo I Sóter, general de Alejandro Magno. Esta dinastía gobernó en el Antiguo Egipto durante el período helenístico desde 323 a. C. hasta 30 a. C., cuando perdió su independencia y se convirtió en provincia romana. También se le conoce con el nombre de dinastía lágida, pues Lagos de Eordia era el nombre del padre (o presunto padre) de Ptolomeo I.
Ptolomeo I estableció la capital de este reino en Alejandría, un pequeño pueblo en aquella época que se transformó en el principal centro comercial e intelectual de la antigüedad.
Esta dinastía adoptó desde el principio las costumbres egipcias y, fue una constante enemiga de la dinastía macedonia seléucida. Durante el reinado de Ptolomeo V, se publicó (en el 197 a. C.) un decreto en tres tipos de escritura sobre una piedra negra que se conoce hoy en día como Piedra de Rosetta.
En algunos momentos de su historia, la dinastía dominó Cirenaica (al noreste de la actual Libia), así como el sur de Canaán y Chipre.
Su última gobernante fue Cleopatra VII. Tras su muerte y la de su hijo, Cesarión (Ptolomeo XV), la dinastía concluyó y Egipto fue anexionado por Octavio Augusto al Imperio romano.

## Faraones y reinas
| | Ptolomeo I Sóter Πτολεμαίος Σωτήρ (367-283 a. C.)                                         | 305 a. C. | 285 a. C. | • General macedonio. • Gobernador de Egipto. • Fundador de la dinastía lágida. • Luchó contra los antígónidas. |
| | Ptolomeo II Filadelfo Πτολεμαῖος Φιλάδελφος (308-246 a. C.)                               | 285 a. C. | 246 a. C. | • Hijo de Ptolomeo I Sóter y Berenice I. • Corregente desde el año 292 a. C. • Desarrollo agrícola. • Mecenas de las artes y ciencias. • Primera guerra siria contra el Imperio seléucida. • Apoyo a Esparta y Atenas en la Guerra de Cremónides. • Segunda guerra siria. • Trasladó el cuerpo de Alejandro Magno de Menfis a Alejandría. |
| Arsínoe II (279-270 a. C.)                                                                                | Ptolomeo II Filadelfo Πτολεμαῖος Φιλάδελφος (308-246 a. C.)                               |           |           | • Hijo de Ptolomeo I Sóter y Berenice I. • Corregente desde el año 292 a. C. • Desarrollo agrícola. • Mecenas de las artes y ciencias. • Primera guerra siria contra el Imperio seléucida. • Apoyo a Esparta y Atenas en la Guerra de Cremónides. • Segunda guerra siria. • Trasladó el cuerpo de Alejandro Magno de Menfis a Alejandría. |
| | Ptolomeo III Evergetes Πτολεμαίος Ευεργέτης (282-222 a. C.)                               | 246 a. C. | 222 a. C. | • Hijo de Ptolomeo II Filadelfo y Arsínoe I. • Reconquistó la Cirenaica. • Tercera guerra siria. • Apoyó la rebelión de Antíoco Hierax y a Átalo I de Pérgamo. • Apoyó a Esparta contra Macedonia. • Potenció el comercio en el mar Rojo. |
| Berenice II (246-222 a. C.)                                                                               | Ptolomeo III Evergetes Πτολεμαίος Ευεργέτης (282-222 a. C.)                               |           |           | • Hijo de Ptolomeo II Filadelfo y Arsínoe I. • Reconquistó la Cirenaica. • Tercera guerra siria. • Apoyó la rebelión de Antíoco Hierax y a Átalo I de Pérgamo. • Apoyó a Esparta contra Macedonia. • Potenció el comercio en el mar Rojo. |
| | Ptolomeo IV Filopátor Πτολεμαῖος Φιλοπάτωρ (244-204 a. C.)                                | 222 a. C. | 204 a. C. | • Hijo de Ptolomeo III Evergetes y Berenice II. • Intentó recuperar la influencia lágida en Grecia. • Cuarta guerra siria. • Revuelta de Horunnefer en la Tebaida. |
| Berenice II (222-221 a. C.) Arsínoe II (220-204 a. C.)                                                    | Ptolomeo IV Filopátor Πτολεμαῖος Φιλοπάτωρ (244-204 a. C.)                                |           |           | • Hijo de Ptolomeo III Evergetes y Berenice II. • Intentó recuperar la influencia lágida en Grecia. • Cuarta guerra siria. • Revuelta de Horunnefer en la Tebaida. |
| | Ptolomeo V Epifanes Eucaristos Πτολεμαῖος Ἐπιφανής Εὐχάριστος (210-180 a. C.)             | 204 a. C. | 180 a. C. | • Hijo de Ptolomeo IV Filopátor y Arsínoe III. • Regencia de Agatocles de Egipto. • Revuelta en Alejandría. • Quinta guerra siria. • Aplasta la revuelta de Horunnefer y Anjunnefer. |
| | Ptolomeo VI Filométor Πτολεμαῖος Φιλομήτωρ (186-145 a. C.)                                | 180 a. C. | 164 a. C. | • Hijo de Ptolomeo V Epifanes y Cleopatra I. • Regencia de su madre. • Sexta guerra siria. • Pérdida de Celesiria e invasión seléucida de Egipto. • Sus generales proclaman a Ptolomeo VIII faraón. • Reconciliación entre los hermanos, gobierno conjunto. • Revueltas en Alejandría y Tebas. • Ptolomeo VIII lo expulsa del poder. |
| Cleopatra (180-176 a. C.) Cleopatra II (175-164 a. C.) Ptolomeo VIII (170-164 a. C.)                      | Ptolomeo VI Filométor Πτολεμαῖος Φιλομήτωρ (186-145 a. C.)                                |           |           | • Hijo de Ptolomeo V Epifanes y Cleopatra I. • Regencia de su madre. • Sexta guerra siria. • Pérdida de Celesiria e invasión seléucida de Egipto. • Sus generales proclaman a Ptolomeo VIII faraón. • Reconciliación entre los hermanos, gobierno conjunto. • Revueltas en Alejandría y Tebas. • Ptolomeo VIII lo expulsa del poder. |
| | Ptolomeo VIII Evergetes II Πτολεμαῖος Εὐεργέτης (184-116 a. C.)                           | 164 a. C. | 163 a. C. | • Hijo de Ptolomeo V Epifanes y Cleopatra I. • Expulsó a sus hermanos de poder. • Revuelta en Alejandría que restaura a Ptolomeo VI. • Nombrado rey de Cirenaica. |
| | Ptolomeo VI Filométor Πτολεμαῖος Φιλομήτωρ (186-145 a. C.)                                | 163 a. C. | 145 a. C. | • Hijo de Ptolomeo V Epifanes y Cleopatra I. • Restaurado en el poder junto a su esposa-hermana. • Conflicto con Ptolomeo VIII por el control de Chipre. • Apoyo a Demetrio II Nicátor frente a Alejandro Balas. • Falleció durante la campaña militar. |
| Cleopatra II (163-145 a. C.)                                                                              | Ptolomeo VI Filométor Πτολεμαῖος Φιλομήτωρ (186-145 a. C.)                                |           |           | • Hijo de Ptolomeo V Epifanes y Cleopatra I. • Restaurado en el poder junto a su esposa-hermana. • Conflicto con Ptolomeo VIII por el control de Chipre. • Apoyo a Demetrio II Nicátor frente a Alejandro Balas. • Falleció durante la campaña militar. |
| | Ptolomeo VIII Evergetes II Πτολεμαῖος Εὐεργέτης (184-116 a. C.)                           | 145 a. C. | 131 a. C. | • Hijo de Ptolomeo V Epifanes y Cleopatra I. • Los alejandrínos solicitan su regreso. • Casamiento con Cleopatra III. • Revuelta en la capital a favor de Cleopatra II. • Ptolomeo VIII y Cleopatra II huyen a Chipre. |
| Cleopatra II (145-131 a. C.) Cleopatra III (142-131 a. C.) Ptolomeo VII (145-144 a. C.)                   | Ptolomeo VIII Evergetes II Πτολεμαῖος Εὐεργέτης (184-116 a. C.)                           |           |           | • Hijo de Ptolomeo V Epifanes y Cleopatra I. • Los alejandrínos solicitan su regreso. • Casamiento con Cleopatra III. • Revuelta en la capital a favor de Cleopatra II. • Ptolomeo VIII y Cleopatra II huyen a Chipre. |
| | Ptolomeo VII Neo Filopátor Πτολεμαίος Νέος Φιλοπάτωρ (¿-130 a. C.)                        | 131 a. C. | 130 a. C. | • Supuesto hijo de Ptolomeo VIII Evergetes y Cleopatra II. • Existencia dudosa. • Posiblemente fue asesinado por su padre. |
| | Cleopatra II Filométor Soteira Κλεοπάτρα Φιλομήτωρ Σωτείρα (185-116/115 a. C.)            | 130 a. C. | 127 a. C. | • Hija de Ptolomeo V Epifanes y Cleopatra I. • Los alejandrínos se rebelan a su favor. • Pierde terreno frente a Ptolomeo VIII. • Fracasa la invasión de Demetrio II en su apoyo. • Derrotada huye a Siria junto a su hija. |
| | Ptolomeo VIII Evergetes II Πτολεμαῖος Εὐεργέτης (184-116 a. C.)                           | 127 a. C. | 116 a. C. | • Hijo de Ptolomeo V Epifanes y Cleopatra I. • Recupera el poder tras expulsar a Cleopatra II. • Apoya al usurpador Alejandro II Zabinas en Siria. • Reconciliación con Siria. • Regreso de Cleopatra II como corregente. |
| Cleopatra III (127-116 a. C.) Cleopatra II (124-116 a. C.)                                                | Ptolomeo VIII Evergetes II Πτολεμαῖος Εὐεργέτης (184-116 a. C.)                           |           |           | • Hijo de Ptolomeo V Epifanes y Cleopatra I. • Recupera el poder tras expulsar a Cleopatra II. • Apoya al usurpador Alejandro II Zabinas en Siria. • Reconciliación con Siria. • Regreso de Cleopatra II como corregente. |
| | Ptolomeo IX Sóter II Πτολεμαῖος Σωτήρ (143-81 a. C.)                                      | 116 a. C. | 107 a. C. | • Hijo de Ptolomeo VIII Evergetes y Cleopatra III. • Su hermano Ptolomeo Alejandro se proclama rey de Chipre. • Intervención en Siria en apoyo de Antíoco IX contra Antíoco VIII. • Apoya a Antíoco IX contra Juan Hircano I de Judea. • Cleopatra III expulsa a Ptolomeo IX de Alejandría. |
| Cleopatra II (116-115 a. C.) Cleopatra III (116-107 a. C.) Cleopatra IV (116-115 a. C.)                   | Ptolomeo IX Sóter II Πτολεμαῖος Σωτήρ (143-81 a. C.)                                      |           |           | • Hijo de Ptolomeo VIII Evergetes y Cleopatra III. • Su hermano Ptolomeo Alejandro se proclama rey de Chipre. • Intervención en Siria en apoyo de Antíoco IX contra Antíoco VIII. • Apoya a Antíoco IX contra Juan Hircano I de Judea. • Cleopatra III expulsa a Ptolomeo IX de Alejandría. |
| | Ptolomeo X Alejandro I Πτολεμαίος Αλέξανδρος (¿-88 a. C.)                                 | 107 a. C. | 88 a. C.  | • Hijo de Ptolomeo VIII Evergetes y Cleopatra III. • Enviado a Chipre como gobernador se declaró rey. • Tomó el trono gracias a su madre Cleopatra III. • Su hermano Ptolomeo IX conquista Chipre. • Intervención en Judea contra Alejandro Janneo. • Ordena el asesinato de su madre. • Expulsado de Alejandría. • Muere en la invasión de Chipre. |
| Cleopatra III (107-101 a. C.) Berenice III (101-88 a. C.)                                                 | Ptolomeo X Alejandro I Πτολεμαίος Αλέξανδρος (¿-88 a. C.)                                 |           |           | • Hijo de Ptolomeo VIII Evergetes y Cleopatra III. • Enviado a Chipre como gobernador se declaró rey. • Tomó el trono gracias a su madre Cleopatra III. • Su hermano Ptolomeo IX conquista Chipre. • Intervención en Judea contra Alejandro Janneo. • Ordena el asesinato de su madre. • Expulsado de Alejandría. • Muere en la invasión de Chipre. |
| | Ptolomeo IX Sóter II Πτολεμαῖος Σωτήρ (143-81 a. C.)                                      | 88 a. C.  | 81 a. C.  | • Hijo de Ptolomeo VIII Evergetes y Cleopatra III. • Conquista Chipre y se proclama rey. • Restaurado tras la revuelta de Alejandría contra su hermano. |
| | Berenice III Βερενίκη (120-80 a. C.)                                                      | 81 a. C.  | 80 a. C.  | • Hija de Ptolomeo IX Sóter y Cleopatra Selene I. • Heredó el trono a la muerte de su padre. • Llamó a su medio hermano Ptolomeo XI como corregente. • Fue asesinada por este. |
| Ptolomeo XI (80 a. C.)                                                                                    | Berenice III Βερενίκη (120-80 a. C.)                                                      |           |           | • Hija de Ptolomeo IX Sóter y Cleopatra Selene I. • Heredó el trono a la muerte de su padre. • Llamó a su medio hermano Ptolomeo XI como corregente. • Fue asesinada por este. |
| | Ptolomeo XI Alejandro II Πτολεμαίος Αλέξανδρος (¿-80 a. C.)                               | 80 a. C.  | 80 a. C.  | • Hijo de Ptolomeo IX Sóter y quizás Cleopatra Selene I. • Fue elegido corregente por presión de Roma. • Asesinato de Berenice III y disturbios en Alejandría. • Muere linchado en los disturbios. |
| Berenice III (80 a. C.)                                                                                   | Ptolomeo XI Alejandro II Πτολεμαίος Αλέξανδρος (¿-80 a. C.)                               |           |           | • Hijo de Ptolomeo IX Sóter y quizás Cleopatra Selene I. • Fue elegido corregente por presión de Roma. • Asesinato de Berenice III y disturbios en Alejandría. • Muere linchado en los disturbios. |
| | Ptolomeo XII Neo Dioniso Πτολεμαῖος Νέος Διόνυσος (112-51 a. C.)                          | 80 a. C.  | 58 a. C.  | • Hijo de Ptolomeo IX Sóter y madre incierta. • Su hermano Ptolomeo es nombrado rey de Chipre. • Influencia romana sobre Egipto. • Colabora con Pompeyo Magno. • Viaje a Roma para ser confirmado por el triunvirato. • Chipre pasa a ser provincia romana. • Política fiscal impopular. • Disturbios en Egipto y viaje a Roma. • En su ausencia es depuesto. |
| Cleopatra V (79-69 a. C.)                                                                                 | Ptolomeo XII Neo Dioniso Πτολεμαῖος Νέος Διόνυσος (112-51 a. C.)                          |           |           | • Hijo de Ptolomeo IX Sóter y madre incierta. • Su hermano Ptolomeo es nombrado rey de Chipre. • Influencia romana sobre Egipto. • Colabora con Pompeyo Magno. • Viaje a Roma para ser confirmado por el triunvirato. • Chipre pasa a ser provincia romana. • Política fiscal impopular. • Disturbios en Egipto y viaje a Roma. • En su ausencia es depuesto. |
| | Berenice IV Epifanea Βερενίκη (77-55 a. C.)                                               | 58 a. C.  | 55 a. C.  | • Hija de Ptolomeo XII Neo Dioniso y Cleopatra V. • Aupada al trono por los rebeldes. • Invasión de Ptolomeo XII con apoyo romano. • Ejecutada por orden paterna. |
| Cleopatra V o Cleopatra VI (58-57 a. C.)                                                                  | Berenice IV Epifanea Βερενίκη (77-55 a. C.)                                               |           |           | • Hija de Ptolomeo XII Neo Dioniso y Cleopatra V. • Aupada al trono por los rebeldes. • Invasión de Ptolomeo XII con apoyo romano. • Ejecutada por orden paterna. |
| | Ptolomeo XII Neo Dioniso Πτολεμαῖος Νέος Διόνυσος (112-51 a. C.)                          | 55 a. C.  | 51 a. C.  | • Hijo de Ptolomeo IX Sóter y madre incierta. • Repuesto en el trono con ayuda romana. • Incidentes con Cayo Rabirio Póstumo, dioiketes de Egipto. • Crisis financiera. • Dejó en su testamento una corregencia de sus hijos bajo custodia de Roma. |
| Cleopatra VII (52-51 a. C.)                                                                               | Ptolomeo XII Neo Dioniso Πτολεμαῖος Νέος Διόνυσος (112-51 a. C.)                          |           |           | • Hijo de Ptolomeo IX Sóter y madre incierta. • Repuesto en el trono con ayuda romana. • Incidentes con Cayo Rabirio Póstumo, dioiketes de Egipto. • Crisis financiera. • Dejó en su testamento una corregencia de sus hijos bajo custodia de Roma. |
| | Ptolomeo XIII Teos Filopátor Πτολεμαῖος Θεός Φιλοπάτωρ (62-47 a. C.)                      | 51 a. C.  | 47 a. C.  | • Hijo de Ptolomeo XII Neo Dioniso y madre incierta. • Regencia de Potino. • Guerra civil contra Cleopatra VII. • Ejecución del general romano Pompeyo Magno. • Julio César interviene en la guerra civil egipcia. • César vence el sitio en Alejandría. • Ptolomeo XIII es hecho prisionero. • Muerte del rey en la Batalla del Nilo. |
| Cleopatra VII (51-47 a. C.) Arsínoe IV (48-47 a. C.)                                                      | Ptolomeo XIII Teos Filopátor Πτολεμαῖος Θεός Φιλοπάτωρ (62-47 a. C.)                      |           |           | • Hijo de Ptolomeo XII Neo Dioniso y madre incierta. • Regencia de Potino. • Guerra civil contra Cleopatra VII. • Ejecución del general romano Pompeyo Magno. • Julio César interviene en la guerra civil egipcia. • César vence el sitio en Alejandría. • Ptolomeo XIII es hecho prisionero. • Muerte del rey en la Batalla del Nilo. |
| | Arsínoe IV Ἀρσινόη (63-41 a. C.)                                                          | 48 a. C.  | 47 a. C.  | • Hija de Ptolomeo XII Neo Dioniso y madre incierta. • César devuelve Chipre a Egipto. • Arsínoe y Ptolomeo XIV declarados reyes de Chipre. • Se proclama reina y se alía con su hermano. • Lidera el Sitio en Alejandría contra César. • Es intercambiada por su hermano. • Reside en Roma hasta su asesinato por Marco Antonio. |
| Ptolomeo XIII (51-47 a. C.) Cleopatra VII (51-47 a. C.)                                                   | Arsínoe IV Ἀρσινόη (63-41 a. C.)                                                          |           |           | • Hija de Ptolomeo XII Neo Dioniso y madre incierta. • César devuelve Chipre a Egipto. • Arsínoe y Ptolomeo XIV declarados reyes de Chipre. • Se proclama reina y se alía con su hermano. • Lidera el Sitio en Alejandría contra César. • Es intercambiada por su hermano. • Reside en Roma hasta su asesinato por Marco Antonio. |
| | Ptolomeo XIV Teos Filopátor II Πτολεμαῖος Θεός Φιλοπάτωρ (59-44 a. C.)                    | 47 a. C.  | 44 a. C.  | • Hijo de Ptolomeo XII Neo Dioniso y madre incierta. • Corregente con su hermana Cleopatra VII. • Murió posiblemente envenenado. |
| Cleopatra VII (47-44 a. C.)                                                                               | Ptolomeo XIV Teos Filopátor II Πτολεμαῖος Θεός Φιλοπάτωρ (59-44 a. C.)                    |           |           | • Hijo de Ptolomeo XII Neo Dioniso y madre incierta. • Corregente con su hermana Cleopatra VII. • Murió posiblemente envenenado. |
| | Cleopatra VII Tea Filopátor Κλεοπᾰ́τρᾱ Φιλοπάτωρ (69-30 a. C.)                             | 51 a. C.  | 30 a. C.  | • Hija de Ptolomeo XII Neo Dioniso y madre incierta. • Guerra civil contra su hermano. • Alianza con Julio César • Julio César interviene en la guerra civil egipcia. • César vence el sitio en Alejandría. • Cleopatra y Ptolomeo XIV reyes. • Asesinato de Ptolomeo XIV. • Su hijo Ptolomeo XV nombrado rey. • Alianza y casamiento con el general Marco Antonio • Donaciones de Alejandría • Enfrentamiento contra el triunvir Octavio • Derrota en la batalla de Accio • Muerte de M. Antonio y Cleopatra. |
| Ptolomeo XIII (51-47 a. C.) Arsínoe IV (48-47 a. C.) Ptolomeo XIV (47-44 a. C.) Ptolomeo XV (44-30 a. C.) | Cleopatra VII Tea Filopátor Κλεοπᾰ́τρᾱ Φιλοπάτωρ (69-30 a. C.)                             |           |           | • Hija de Ptolomeo XII Neo Dioniso y madre incierta. • Guerra civil contra su hermano. • Alianza con Julio César • Julio César interviene en la guerra civil egipcia. • César vence el sitio en Alejandría. • Cleopatra y Ptolomeo XIV reyes. • Asesinato de Ptolomeo XIV. • Su hijo Ptolomeo XV nombrado rey. • Alianza y casamiento con el general Marco Antonio • Donaciones de Alejandría • Enfrentamiento contra el triunvir Octavio • Derrota en la batalla de Accio • Muerte de M. Antonio y Cleopatra. |
| | Ptolomeo XV Filópator Filómetor César Πτολεμαίος Φιλοπάτωρ Φιλομήτωρ Καίσαρ (47-30 a. C.) | 44 a. C.  | 30 a. C.  | • Hijo de Cleopatra VII y Julio César. • Corregente con su madre. • Derrota y muerte de su madre. • Invasión de Egipto por el general romano Octavio. • Ejecución de Ptolomeo XV. |
| Cleopatra VII (44-30 a. C.)                                                                               | Ptolomeo XV Filópator Filómetor César Πτολεμαίος Φιλοπάτωρ Φιλομήτωρ Καίσαρ (47-30 a. C.) |           |           | • Hijo de Cleopatra VII y Julio César. • Corregente con su madre. • Derrota y muerte de su madre. • Invasión de Egipto por el general romano Octavio. • Ejecución de Ptolomeo XV. |
| Egipto se convierte en provincia romana (30 a. C.)                                                        |                                                                                           |           |           | |

### Titulatura
|                      |    |       |   |   |   |
| \| \| \| \| \| \| \| |    |       |   |   |   |
|                      |    |       |   |   |   |
| p · t                | wA | l · M | i | i | s |

| p · t | wA | l · M | i | i | s |

|                      |    |       |   |   |   |
| \| \| \| \| \| \| \| |    |       |   |   |   |
|                      |    |       |   |   |   |
| p · t                | wA | l · M | i | i | s |

| p · t | wA | l · M | i | i | s |

|                      |    |       |   |   |   |
| \| \| \| \| \| \| \| |    |       |   |   |   |
|                      |    |       |   |   |   |
| p · t                | wA | l · M | i | i | s |

| p · t | wA | l · M | i | i | s |

|                      |    |       |   |   |   |
| \| \| \| \| \| \| \| |    |       |   |   |   |
|                      |    |       |   |   |   |
| p · t                | wA | l · M | i | i | s |

| p · t | wA | l · M | i | i | s |